# Сілава
Сілава (словац. Silava) — річка в Словаччині, права притока Турця, протікає в окрузі Мартін.
Довжина приблизно 6,6—6,7 км. Витік знаходиться в масиві Мошовські пагорби (схил гори Кобила) на висоті близько 440 метрів. Протікає територією села Дражковце і міста Мартін..
Впадає в Турець на висоті 385-390 метрів.